# Club Atlético de Madrid 2010-2011
Questa voce raccoglie le informazioni riguardanti il Club Atlético de Madrid nelle competizioni ufficiali della stagione 2010-2011.

## Stagione
Nella stagione 2010-2011 i colchoneros, allenati da Quique Sánchez Flores, conquistano il primo titolo europeo già ad agosto, trionfando in Supercoppa UEFA contro gli italiani dell'Inter. In Coppa del Re l'Atlético Madrid è invece eliminato ai quarti di finale dal Real Madrid. In campionato si classifica settimo, guadagnandosi comunque l'accesso all'Europa League per l'anno seguente. Proprio nella Coppa invece, non riesce ad andare oltre la fase a gironi.

## Maglie e sponsor
| Casa | Trasferta |

## Organigramma societario
Area direttiva
- Presidente: Enrique Cerezo
- Amministratore delegato: Miguel Ángel Gil Marín

Area tecnica
- Allenatore: Quique Sánchez Flores

## Rosa

La squadra durante la tourné estiva in Thailandia

La rosa della stagione 2010-2011
| N. |                       | Ruolo | Calciatore               |
| -- | --------------------- | ----- | ------------------------ |
| 1  | Spagna (bandiera)     | P     | Sergio Asenjo            |
| 2  | Spagna (bandiera)     | D     | Juan Valera              |
| 3  | Spagna (bandiera)     | D     | Antonio López (Capitano) |
| 4  | Spagna (bandiera)     | C     | Mario Suárez Mata        |
| 5  | Portogallo (bandiera) | C     | Tiago                    |
| 6  | Spagna (bandiera)     | C     | Ignacio Camacho          |
| 7  | Uruguay (bandiera)    | A     | Diego Forlán             |
| 8  | Spagna (bandiera)     | C     | Raúl García              |
| 9  | Spagna (bandiera)     | C     | José Manuel Jurado       |
| 10 | Argentina (bandiera)  | A     | Sergio Agüero            |
| 11 | Spagna (bandiera)     | C     | Fran Mérida              |

| N. |                       | Ruolo | Calciatore            |
| -- | --------------------- | ----- | --------------------- |
| 12 | Brasile (bandiera)    | C     | Paulo Assunção        |
| 13 | Spagna (bandiera)     | P     | De Gea                |
| 14 | Brasile (bandiera)    | D     | Filipe Luís Kasmirski |
| 15 | Uruguay (bandiera)    | D     | Diego Godín           |
| 16 | Spagna (bandiera)     | D     | Juanito               |
| 17 | Rep. Ceca (bandiera)  | D     | Tomáš Ujfaluši        |
| 18 | Spagna (bandiera)     | D     | Álvaro Domínguez Soto |
| 19 | Spagna (bandiera)     | C     | José Antonio Reyes    |
| 20 | Portogallo (bandiera) | C     | Simão Sabrosa         |
| 21 | Colombia (bandiera)   | D     | Luis Perea            |
| 22 | Brasile (bandiera)    | A     | Diego Costa           |

## Risultati

### Supercoppa UEFA
| Arbitro: | Busacca |

|  |           |                      |
|  | Marcatori | 62’ Reyes 83’ Agüero |

## Statistiche

### Statistiche di squadra
| Competizione     | Punti | Totale | Totale | Totale | Totale | Totale | Totale | DR  |
| Competizione     | Punti | G      | V      | N      | P      | Gf     | Gs     | DR  |
| ---------------- | ----- | ------ | ------ | ------ | ------ | ------ | ------ | --- |
| Primera División | 58    | 38     | 17     | 7      | 14     | 62     | 53     | +9  |
| Coppa del Re     | -     | 6      | 2      | 2      | 2      | 9      | 6      | +3  |
| Europa League    | 8     | 6      | 2      | 2      | 2      | 9      | 7      | +2  |
| Supercoppa UEFA  | -     | 1      | 1      | 0      | 0      | 2      | 0      | +2  |
| Totale           | 66    | 51     | 22     | 11     | 18     | 82     | 66     | +16 |